# Drużyna Czeska
Drużyna Czeska (cz. Česká družina) – ochotniczy oddział wojskowy złożony z Czechów, Słowaków i Rosjan w Armii Imperium Rosyjskiego podczas I wojny światowej. Zalążek Korpusu Czechosłowackiego w Rosji.

## Historia
Krótko po wybuchu I wojny światowej Czesi zamieszkujący Imperium Rosyjskie wystąpili do władz carskich z pomysłem sformowania oddzielnej jednostki wojskowej. Nie chcieli, aby poddani rosyjscy czeskiego pochodzenia zostali zmobilizowani do różnych jednostek wojskowych, ale aby tworzyli własny oddział. 12 sierpnia 1914 rząd rosyjski podjął uchwałę, na mocy której przystąpiono do tworzenia takiego oddziału wojskowego złożonego z Czechów i Słowaków. 20 sierpnia tego roku delegacja czeska została przyjęta przez cara Mikołaja II. 
Już 28 sierpnia w Kijowie została sformowana Drużyna Czeska. Liczyła początkowo około 740 czeskich i słowackich ochotników oraz około 130 rosyjskich żołnierzy, podzielonych na dwie kompanie. Byli to Czesi i Słowacy, zamieszkujący Rosję, głównie Czesi wołyńscy. Na czele oddziału stanął podpułkownik Lotocký, a wkrótce podpułkownik Sozentovič. Drużyna wchodziła w skład 3 Armii dowodzonej przez Bułgara w służbie rosyjskiej, gen. Radko Dimitriewa. Po krótkim przeszkoleniu wojskowym oddział 22 października 1914 trafił na front galicyjski. Pod koniec 1914 zasiliło go dalszych 200 ochotników czeskich. 
W początkowej fazie działań wojennych nie odgrywał większej roli. Drużyna prowadziła jedynie działania wywiadowcze i propagandowe. Patrole przekraczały linię frontu, aby zdobyć tzw. „język”, czyli jeńca lub jeńców, od którego można by uzyskać informacje o nieprzyjacielskich wojskach. Od czasu do czasu zdarzały się jednak drobne starcia frontowe. Na przełomie 1914 i 1915 pod wpływem agitacji Drużyny na stronę rosyjską w rejonie na północ od Zborowa przeszedł prawie cały 28 Pułk Piechoty Armii Austro-Węgier, złożony w większości z Czechów. W innych miejscach frontu doszło do dalszych dezercji żołnierzy pochodzenia czeskiego, ale na mniejszą skalę. Kolejnym sukcesem Drużyny było zdobycie informacji wywiadowczych o przybyciu na ten odcinek frontu wojsk niemieckich (niem. Beskiden Korps). W późniejszym okresie Drużynę podzielono na cztery kompanie, dowodzone przez kpt. Zembalewskiego, por. Pawłowa, Ivšina i Nachtmana, zastąpionego później por. Licinskim. W lutym 1916 Czesi otrzymali zgodę władz carskich na werbunek jeńców pochodzenia czeskiego z Armii Austro-Węgier. W ten sposób Drużyna została przekształcona w Czeską Brygadę Strzelecką. Podczas walk na froncie Drużyna straciła 48 zabitych.